# Sissonne
Sissonne es una comuna francesa situada en el departamento de Aisne, en la región de Alta Francia.

## Demografía
| 2162 | 2405 | 2303 | 2229 | 2315 | 2113 | 2034 |
| Para los censos de 1962 a 1999 la población legal corresponde a la población sin duplicidades (Fuente: INSEE [Consultar]) |      |      |      |      |      |      |